# ووچانگ: فالن فدرز
ووچانگ: فالن فدرز (به انگلیسی: Wuchang: Fallen Feathers) یک بازی ویدئویی در سبک سولزلایک و نقش‌آفرینی اکشن است که توسط لینزی گیمز توسعه یافته و به‌وسیلهٔ ۵۰۵ گیمز منتشر شده است. بازیکن در نقش بای ووچانگ، یک دزد دریایی زن، سفری را در سرزمین‌های جنگ‌زده و طاعون‌زده شو در اواخر دودمان مینگ، چین آغاز می‌کند.
این بازی در ۲۴ ژوئیه ۲۰۲۵ برای پلتفرم‌های پلی‌استیشن ۵، مایکروسافت ویندوز و ایکس‌باکس سری اکس/اس منتشر شد. بازی در روز اول عرضه شامل اشتراک ایکس‌باکس گیم‌پس می‌باشد.

## روند بازی
ووچانگ: فالن فدرز یک بازی نقش‌آفرینی اکشن سولزلایک است، که در حالت تک‌نفره و از زاویهٔ دید سوم شخص روایت می‌شود.
بازیکن کنترل بای ووچانگ را به‌دست می‌گیرد، یک دزد دریایی زن، که سلاح‌های مختلفی در اختیار دارد. او بازی را با اسلحه تیغهٔ کلاودفراست، چانگداو شروع می‌کند، که نوعی شمشیر بلند تک لبه معمولی برای سربازان پیشتاز نخبه و دزدان دریایی ساحلی در دوران دودمان مینگ، چین است.
بازی در دنیایی با مناطق به‌هم پیوسته اتفاق می‌افتد و امکان پیمایش یکپارچه بین مناطق وجود دارد. در سراسر نقشه قربان‌گاه‌هایی وجود دارند، که به عنوان نقاط ذخیره برای بازیکن عمل می‌کنند. بلافاصله پس از مرگ، بازیکن در آخرین قربان‌گاه بازدید شده ظاهر می‌شود.